# ElectroBOOM
Mehdi Sadaghdar (em persa: مهدی صدقدار, romanizado:  Mehdī Ṣadaqdār; Irã, 13 de janeiro de 1977), também conhecido no YouTube como ElectroBOOM, é um youtuber, engenheiro eletricista e comediante iraniano-canadense.

## Início da vida
Sadaghdar nasceu no Irã em 13 de janeiro de 1977 e reside em Vancouver, British Columbia, Canadá. Ele recebeu o título de Bacharel em Ciências Aplicadas pela Universidade de Teerã em 1999 e, depois de se mudar para Vancouver, obteve o título de Mestre em Ciências Aplicadas pela Universidade de Simon Fraser em 2006.

## Carreira
Os vídeos de Sadaghdar são focados principalmente em tutoriais de eletrônica cômica e educação. Ele intencionalmente cria situações em que um choque (ou às vezes um incêndio) ocorre para efeito cômico, demonstrando os perigos da eletricidade quando não é manuseada adequadamente. Seu vídeo mais visto tem mais de 19 milhões de visualizações, "How NOT to Make an Electric Guitar" ('Como NÃO Fazer uma Guitarra Elétrica') que demonstra os perigos da eletricidade.